# Oudenhofmolen
De Oudenhofmolen is een wipmolen aan de Lelielaan in de Nederlandse plaats Oegstgeest. 
De molen dateert uit 1783 en is gebouwd ten behoeve van de bemaling van de polder Oudenhof. De kleine molen met een vlucht van 14,80 m is eigendom van de gemeente Oegstgeest. Door allerlei bouwprojecten staat de molen inmiddels "ingebouwd" tussen flatgebouwen en andere bebouwing. De molen draait af en toe en is op die momenten meestal te bezoeken. De molen is maalvaardig in circuit.

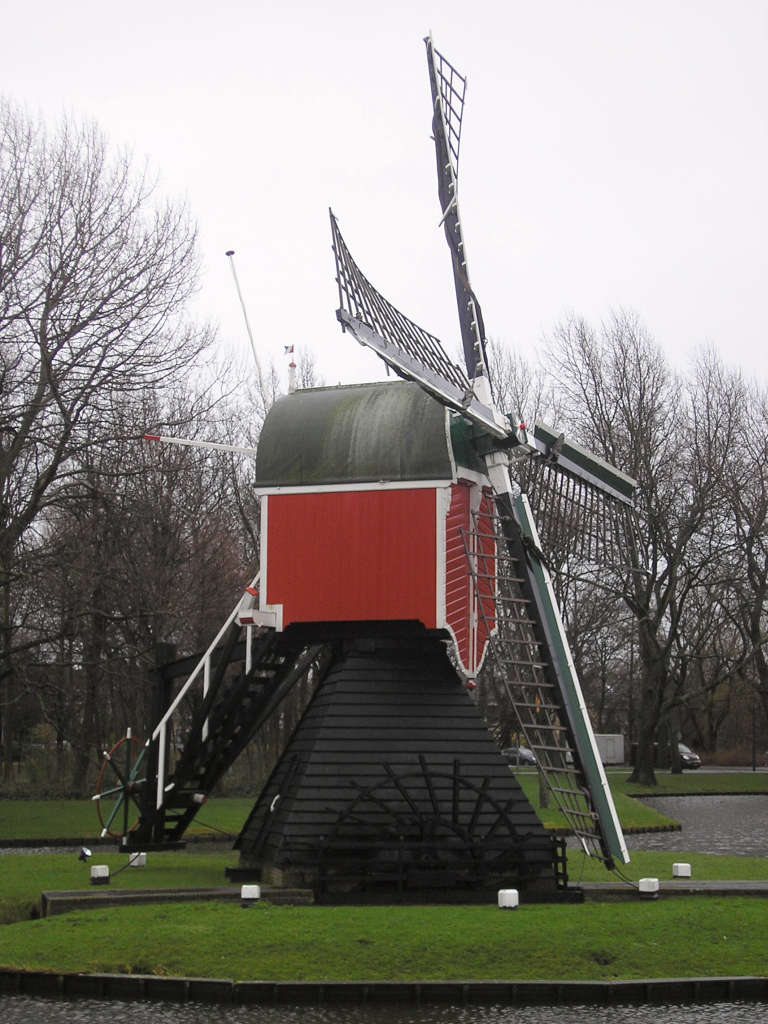
Oudenhofmolen (2007)